# 巴特奥齐尔·额勒德巴奥齐尔

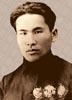
额勒德巴奥齐尔

巴特奥齐尔·额勒德巴奥齐尔（1905年—1937年），蒙古族，外蒙古札薩克圖汗部人，蒙古政治家。

## 生平
1922年至1925年，额勒德巴奥齐尔任蒙古革命青年联盟地方支部的领导。从1925年到1928年，额勒德巴奥齐尔先后在蒙古人民革命党党校、莫斯科东方劳动者共产主义大学学习。从1928年12月至1930年3月，额勒德巴奥齐尔任蒙古人民革命党中央委员会主席团成员，并同时担任蒙古人民革命党中央委员会书记。1930年3月、1932年至1934年、1937年10月，他均分别当选蒙古人民革命党中央委员会主席团成员。从1930年至1932年，他被任命为国内安全局长。随后，1932年6月再度当选蒙古人民革命党中央委员会书记。1937年，额勒德巴奥齐尔因病逝世（这是根据后来披露的文献，过去他被视为1930年代至1940年代大清洗的受害者之一）。